# Гриневич Лілія Михайлівна
Лі́лія Миха́йлівна Грине́вич (нар. 13 травня 1965, Львів, Українська РСР) — українська освітня, державна і політична діячка, народна депутатка України 7-го і 8-го скликань (2012–2016), з 14 квітня 2016 до 29 серпня 2019 — міністр освіти і науки України в уряді Володимира Гройсмана. Перша жінка на посаді міністра і науки за часів незалежної України. Член політичної партії «Народний фронт». Кандидатка педагогічних наук.
Дама ордена княгині Ольги III ступеня (2015 рік), а також нагороджена нагрудним знаком «Відмінник освіти України» (2005 рік), медаллю Григорія Ващенка (2008 рік) та нагрудним знаком «Відмінник столичної освіти» (2009 рік). Почесна сенаторка Українського католицького університету. З 2024 року працює на посаді проректора з науково-педагогічної роботи Харківського національного університету імені В. Н. Каразіна, де опікується питаннями розвитку педагогіки та трансформації шкільної освіти відповідно до стандартів Нової української школи (НУШ).

## Життєпис

### Перші роки
Народилася в сім'ї вчителів. Батько — Михайло. У віці 17 років вступила до Львівського державного університету ім. І. Я. Франка. Після навчання влаштувалася лаборантом кафедри біохімії, працювала на посаді у період від серпня до листопада 1987 року. Згодом якийсь час працювала вихователем групи продовженого дня у львівській школі № 70, поки 1988 року не перевелася до львівської школи № 7 вчителем біології, де працювала до 1992 року.
Університет закінчила 1987 року  за спеціальністю «біохімік-викладач».

### Кар'єра у галузі освіти
1992 року після проголошення незалежності України Лілія Гриневич у львівській школі № 7, де вона на той час працювала, була переведена з посади вчителя біології на посаду заступника директора школи з національного виховання. Другу освіту Лілія Михайлівна здобула 1993 року, закінчивши Міжгалузевий інститут підвищення кваліфікації та перепідготовки кадрів при Державному університеті «Львівська політехніка» за спеціальністю «економіст-менеджер». Стажувалася у Варшавському та Колумбійському університетах, досліджуючи проблеми реформування системи освіти.
У 1994 році перейшла у Львівську спеціалізовану школу № 53 з поглибленим вивченням англійської мови, де працювала заступником директора з навчально-виховної роботи. Вже за чотири роки її було переведено до іншої спеціалізованої школи Львова — № 28 з поглибленим вивченням німецької мови на посаду директора. На цій посаді працювала до 2002 року.
- 2002 року Лілія Гриневич переїхала до Києва, де працювала у місцевому Інституті економіки та права «Крок» на посаді старшого викладача кафедри менеджменту. У той же час, за сумісництвом, Гриневич була директором Центру тестових технологій Міжнародного фонду «Відродження». Брала участь у створенні Українського центру оцінювання якості освіти, який очолювала у період з лютого по серпень 2006 року. За час роботи у Центрі Лілія Гриневич займалася розробкою системи зовнішнього незалежного тестування школярів та абітурієнтів вищих навчальних закладів. Результатом стало впровадження системи «Зовнішнього незалежного оцінювання» на національному рівні.

Згодом 2005 року захистила кандидатську дисертацію на тему: «Тенденції децентралізації управління освітою у сучасній Польщі».
- У період 2006–2009 років працювала начальником Головного управління освіти і науки Київської міської державної адміністрації.
- 2008–2012 — викладач Інституту лідерства освітнього законодавства та політики Київського університету імені Бориса Грінченка, старший науковий співробітник, докторант Інституту педагогічної освіти і освіти дорослих НАПН України.[5]
- 2012–2016 — народний депутат України VII-VIII скликань, голова Комітету з питань науки і освіти.
- 2016–2019 — Міністр освіти і науки України.
- Від 5 листопада 2019 року — проректор з науково-педагогічної та міжнародної діяльності Київського університету імені Бориса Грінченка.[6]

### Депутатська діяльність

#### VII скликання
На момент парламентських виборів 2012 року працювала  в Інституті педагогічної освіти і освіти дорослих Національної академії педагогічних наук України. Восени 2012 року на виборах до Верховної Ради України Л. Гриневич обрали народним депутатом України 7-го скликання від партії Всеукраїнське об'єднання «Батьківщина» (№ 14 у виборчому списку).
У грудні того ж року після обрання до Верховної Ради очолила Комітету з питань науки і освіти. Після призначення на цю посаду основними завданнями на цій посаді Лілія Гриневич визначила: забезпечити справедливий доступ до вищої освіти, розширення доступу до освіти і підвищення її якості. Зокрема, покращення законодавства у по цих питаннях. Особливо в області вищої освіти в Україні нова редакція закону про яку на той час готувалася. 15 червня 2013 року після об'єднання Фронту Змін та «Батьківщини», була обрана одним із заступників лідера «Батьківщини». Того ж року Гриневич приєдналася до кількох новостворених депутатських груп та об'єднань. Зокрема, депутатських груп з міжпарламентських зв'язків з такими країнами, як Ізраїль, Італія, Канада, Південна Корея, Польща, Росія, Сінгапур, Сполучені Штати Америки, Туреччина, Угорщина, Фінляндія.
2013 року запропонувала створити у Верховній Раді Комісію з питань майбутнього. Завданням перед цією комісією, на її думку, мала бути допомога депутатам в розгляді питань, пов'язаних з прогнозами та планами на майбутнє, визначати пріоритетні напрямки технологічного та інноваційного розвитку держави, опрацьовувати моделі майбутнього розвитку країни, аналізувати різні державні програми. Нормативний документ про створення комісії був зареєстрований у Верховній Раді 29 травня 2013 року, а вже 19 червня його було розглянуто в сесійній залі. Однак, народні депутати не підтримали ініціативу Лілії Гриневич. На той час, за даними депутата Адама Мартинюка, лише 400 законопроєктів з 1299 зареєстрованих розглянуті в комітетах і готові до винесення на голосування в сесійній залі. У тому числі: про трансплантологію, профілактичні щеплення, законопроєкти, що стосуються банківської діяльності тощо.

#### VIII скликання
За результатами  позачергових парламентських виборів 2014 року Гриневич потрапила у парламент за списками «урядової партії влади», «Народний фронт», головою якої був на той час Арсеній Яценюк. Балотувалася в загальнодержавному багатомандатному виборчому окрузі, посідаючи дев'яте місце у списку партії.                                                                      

Під час роботи парламенту VIII скликання Гриневич продовжувала очолювати профільний Комітет. Вона працювала над законодавчими ініціативами, що давали можливість реформувати наукову сферу та систему освіти. 22 квітня 2015 року була створена Тимчасова спеціальна комісія Верховної Ради України з питань майбутнього «За» відповідну постанову № 2219 з другої спроби проголосували 228 народних депутатів. До її складу увійшла і Лілія Михайлівна.
Лілія Гриневич була співголовою Міжфракційного об’єднання "Рівні можливості" Верховної Ради України VIII скликання, яке було створено у грудні 2014 року. Вона була співавтором законодавчих ініціатив із гендерної рівності. Зокрема, Проєкту Закону України «Про внесення змін до деяких законодавчих актів України (щодо забезпечення рівних прав та можливостей жінок та чоловіків у виборчому процесі)».
14 квітня 2016 року Верховна Рада України призначила новий склад Кабінету Міністрів України, у складі якого Лілія Гриневич обійняла посаду міністра освіти і науки України.
- У 2018 році Національне агентство з питань запобігання корупції внесло три приписи Лілії Гриневич як міністру освіти і науки щодо діяльності ректорів: припис про порушення вимог законодавства щодо етичної поведінки, запобігання та врегулювання конфлікту інтересів, інших порушень закону й ухвалило рішення про направлення до суду ще двох протоколів про адміністративні правопорушення, які стосуються недотримання вимог Закону «Про запобігання корупції» щодо запобігання та врегулювання конфлікту інтересів. Приписи стосуються ректора Полтавського національного технічного університету ім. Ю. Кондратюка Володимира Онищенка.[17][18][19]

Кандидат у народні депутати від партії «Українська Стратегія Гройсмана» на парламентських виборах 2019 року, № 2 у списку.

## Законотворчий доробок
Лілія Гриневич — ініціятор трьох фундаментальних реформ[джерело?] освітньої та соціально-гуманітарної сфери: запровадження системи зовнішнього незалежного оцінювання, розробки і ухвалення нового Закону України «Про вищу освіту» та реформа загальної середньої освіти – “Нова Українська Школа”, яка була визначена Законом України “Про освіту”.  Впровадження зовнішнього незалежного оцінювання зумовило рівні умови доступу до освіти для всіх[джерело?], а також пониження рівня корупції в сфері освіти в Україні[джерело?]. Закон  України «Про вищу освіту» 2014 року утвердив багато[скільки?] нововведень в системі вищої освіти в Україні. Зокрема, це автономія вишів, студентське самоврядування, зміна освітньо-кваліфікаційних рівнів і Наукових ступенів відповідно до міжнародної практики, нова класифікація вишів, нове фінансування вищої освіти тощо. Основними розробниками реформи вищої освіти України загалом і закону про вищу освіту окрім голови Комітету Верховної Ради України з питань науки і освіти Лілії Гриневич вважаються[ким?] також діючий на той час Міністр освіти і науки України Сергій Квіт, а також розробник першої версії нового закону академік НАН України і ректор Київського політехнічного інституту Михайло Згуровський.  Лілія Гриневич відстоювала зміни системи управління наукою, що закладені в Законі “Про наукову і науково-технічну діяльність”, який у листопаді 2015 року підтримало 235 парламентарів[значущість факту?]. 
За час каденції VII скликання Лілія Михайлівна внесла 110 проєктів законів і постанов, 14 з них набули чинності, подано 23 депутатські запити. Усього внесено 261 поправка до законопроєктів, з них враховано 244. За час каденції VIII скликання Лілія Михайлівна внесла 82 проєктів законів і постанов, 37 з них набули чинності, подано 10 депутатських запитів. Усього внесено 52 поправки до законопроєктів, з них враховано 34.

## Діяльність на посаді Міністра освіти і науки України (квітень 2016 - серпень 2019)
Розвиток системи освіти став одним із пріоритетних напрямів роботи уряду під керівництвом Володимира Гройсмана[джерело?]. За три роки роботи Лілії Гриневич в Уряді зведений бюджет на освіту зріс із 129,4 млрд грн до 246 млрд грн[значущість факту?]. Особливу увагу приділялося зростанню оплати праці у сфері освіти. З 2016 по 2019 роки зарплати педагогічних працівників зросли на понад 80%.
У дошкільній освіті пріоритетом стало подолання черги до дитячих садків. Завдяки співпраці з органами місцевого самоврядування вдалося скоротити чергу з 96 тис місць у 2016 до 33,6 тис у 2019 році.
Масштабна реформа, яку очолила Лілія Гриневич – реформа загальної середньої освіти «Нова Українська Школа» (НУШ). Гриневич була співавтором Концепції «Нова Українська Школа» що визначила принципи і завдання реформи.У грудні 2016 року Урядом була затверджена відповідна політична пропозиція щодо реформування загальної середньої освіти. Реформа передбачає перехід від «школи  лише знань» до «школи компетентностей», тобто знань і вмінь їх застосовувати для вирішення практичних завдань та формування ставлень на основі цінностей.
Міністр Гриневич запропонувала реалізувати реформу «НУШ» за трьома напрямами: оновлення змісту освіти; цільове підвищення кваліфікації вчителів; оновлення освітнього середовища (закупівля мобільних парт, нового обладнання і навчальних матеріалів).                                                                                                                                                          

Підготовка і впровадження реформи розпочалася з 2017 року. Стартувало пілотне впровадження нових програм у 100 школах України. У лютому 2018 року затверджено Державний стандарт початкової освіти.А у вересні 2018 року всі першокласники країни розпочали вчитися за новим Держстандартом, сучасними методиками навчання та в оновленому освітньому просторі. У межах реформи з 2017 по 2019 рік близько 50 тисяч учителів початкової школи, понад 11 тис керівників і заступників керівників закладів освіти пройшли цільове підвищення кваліфікації шляхом «змішаного навчання» - за допомогою онлайн-курсів та очних тренінгів.                                                                                                           У 2018 році запроваджено добровільну сертифікацію вчителів, що має на меті виявити учителів, які мають високий професійний рівень, володіють сучасними методиками навчання і зможуть ділитися своїм досвідом. У разі успішного проходження такої сертифікації вчителю передбачається 20% надбавка. Пілотна сертифікація вчителів відбулася у 2019 році. 

На переобладнання шкіл і оновлення освітнього простору Уряд виділив окремі субвенції. Обсяг інвестицій у шкільну інфраструктуру в 2017 році склав 1 009,5 млн грн, 2018-го року – 2 509 млн. грн,а в 2019 році – 3 886,3 млн грн.                                                                                                                                                                                                   Вони розподілялися за пріоритетними напрямами: переобладнання класів початкової школи, обладнання для природничо-математичних кабінетів, кабінетів української мови у школах з мовою навчання національних меншин, облаштування спорткомплексів, обладнання комп'ютерних класів та забезпечення доступу до мережі Інтернет.                                                                                       
Окремим напрямом діяльності Міністерства стало покращення умов навчання учнів у сільських територіях. Один із шляхів досягнення цієї мети – створення мережі опорних шкіл. Станом на 1 серпня 2019 року в Україні було сформовано 806 таких шкіл. . Вони пріоритетно мали забезпечуватися сучасними кабінетами природничих наук, математики та комп’ютерними класами, а також підвезенням дітей з віддалених сіл шкільними автобусами.Також запроваджено субвенцію «Гідність дитини» для створення теплих туалетів у школах.                                                                                                                                                                                                                                                                                   
Для ефективнішої співпраці з іншими відомствами, обласними державними адміністраціями та місцевими громадами у реалізації НУШ працювала Координаційна рада з питань взаємодії між органами виконавчої влади та органами місцевого самоврядування.
Лілія Гриневич формувала навколо впровадження реформи екосистему організацій, які поділяли ідеї реформи, зокрема педагогіки партнерства, навчання впродовж життя, компетентнісного підходу до навчання, розвитку потенціалу кожної дитини тощо. До цієї екосистеми включилися низка громадських неурядових організацій,зокрема «EdCampUkraine», «EdEra», Всеукраїнський фонд "Крок за кроком", «Освіторія», «Смарт Освіта», «Батьки SOS» та інші.
Важливим напрямом діяльності Міністерства освіти і науки став розвиток інклюзивної освіти, що здійснювався у співпраці з головою Благодійного Фонду Порошенка Мариною Порошенко. У період з 2016 по 2019 рік кількість дітей з особливим освітніми потребами, які навчалися в загальноосвітніх школах, зросла в 4,4 рази – з 2 720 учнів до 11 866 учнів.Створено 557 інклюзивно-ресурсних центрів, які надають допомогу батькам і вчителям у створенні індивідуальної програми розвитку кожної дитини з особливими освітніми потребами.
На посаді міністра Лілія Гриневич розпочала активну антибулінгову кампанію. Підтримці кампанії сприяв прийнятий Верховною Радою Закон, направлений на протидію булінгу, який, зокрема, передбачає низку штрафів за цькування. Крім того, новий Закон “Про освіту” запроваджує Інститут освітнього омбудсмена, який захищатиме права учнів, студентів, освітян, науковців.
Основні положення освітньої реформи були закладені у Законі “Про освіту”, який ухвалено у вересні 2017 року. Прийняття Закону супроводжувалося великими дискусіями щодо статті 7, яка утвердила державну мову в системі освіти.Зокрема, лідери Румунії, Угорщини розцінювали мовну статтю Закону як обмеження прав національних меншин в Україні. У грудні 2017 року Гриневич успішно відстояла  статтю «Мова освіти» на розгляді Європейської комісії за демократію через право (Венеціанської комісії). А в липні 2019 Конституційний суд України визнав конституційність Закону “Про освіту''.
Під час каденції Лілії Гриневич уряд подав до Верховної Ради проєкт закону «Про повну загальну середню освіту», що деталізує механізми реалізації реформи НУШ. У травні 2019 року парламентарі ухвалили законопроєкт у першому читанні.

На виконання Закону «Про освіту» у 2017 році було створено Державну службу якості освіти, що відповідає за дотриманням освітніх стандартів та забезпечення належної якості освіти в умовах децентралізації. Принцип її роботи – допомогти закладам освіти, керівництву, вчителям у підвищенні якості їхньої діяльності та якості результатів навчання учнів.
Одним із важливих пріоритетів діяльності Міністерства під керівництвом Гриневич стала модернізація професійно-технічної освіти. Запроваджено цільову субвенцію на створення сучасних центрів професійно-технічної освіти за пріоритетними на ринку праці спеціальностями, де учні вчаться працювати із сучасними матеріалами, обладнанням та технологіями. Протягом 2016-2018 років ці інвестиції склали 200 млн грн, що дозволило створити 100 навчально-практичних центрів. У 2018 році було підписано Угоду між Україною та Європейською Комісією про фінансування проєкту «EU4Skills: Кращі навички для сучасної України». Загальний обсяг фінансування – 58 млн євро. Проєкт передбачає створення мережі Центрів професійної досконалості, закупівлю нового обладнання, підвищення кваліфікації майстрів та викладачів, розробку нових навчальних програм та стандартів для учнів.
У сфері вищої освіти під час каденції Міністра Лілії Гриневич було удосконалено систему вступу до вищих навчальних закладів і використання результатів ЗНО, забезпечено безперебійну систему електронного вступу за принципом “місце ходить за кращим абітурієнтом”, запроваджено обов’язкові єдиний вступний іспит та єдине фахове вступне випробування до спеціальностей «Право» та «Міжнародне право».                                                                                                                                             За цей період оновлено зміст вищої освіти, зокрема розроблено 266 стандартів вищої освіти освітніх ступенів бакалавра, магістра та доктора філософії, з них вже ухвалено сто сучасних стандартів вищої освіти.                                                                                                                                                                                                                            У 2018 році проведено конкурс і затверджено новий склад Національного агентства із забезпечення якості вищої освіти, яке розпочало роботу з метою  реалізації державної політики в сфері вищої освіти щодо акредитації освітніх програм, атестації науково-педагогічних кадрів тощо.                                                                                                                                                Завдяки ініціативі Лілії Гриневич у 2018 році Україна отримала окреме вікно для фінансування конкурсів Програми «Еразмус+», у межах якої 5 млн євро спрямовано для фінансування проєктів і мобільності у вищій освіті. Особливу увагу Міністр Гриневич приділяла розвитку університетської науки – вперше започатковано фінансування програми зі створення центрів спільного користування науковим обладнанням. Влітку 2019 вже діяло 10 таких центрів за кошти державного бюджету в українських університетах. У 2019 році вперше передбачено базове фінансування науки в університетах.
У сфері науки Лілія Гриневич також ініціювала новації, що почали трансформацію системи управління та фінансування науки. Протягом 2017–2018 років обсяги бюджетного фінансування науки в підпорядкуванні МОН збільшилися на 69%. Розпочала роботу Національна рада з питань  розвитку науки та технологій, яка дала реальний вплив науковцям на формування політики у сфері. Також запущено Національний фонд досліджень, який має посісти чільне місце в новій системі фінансування зокрема в наданні наукових грантів. 

З 2018 року інтенсифікувалися антарктичні дослідження на станції “Академік Вернадський” - українській полярній станції. Національним антарктичним науковим центром, який очолює дослідник екології морів та український активіст Євген Дикий,  відновлено повноправне членство у Науковому Комітеті з антарктичних досліджень,     здійснено технічну модернізацію станції, забезпечено якісний інтернет і зв'язок, а українські жінки вперше за 20 років увійшли до складу експедиції на материк. 

Для розвитку Національної системи кваліфікацій, зокрема, чітких взаємозв’язків і кореляції між результатами навчання за відповідними рівнями освіти, кваліфікаціями та сучасним ринком, праці було створено і схвалено склад Національного агентства кваліфікацій – колегіального органу з реалізації державної політики у сфері кваліфікацій.
Наказом Міністра освіти і науки України Лілії Гриневич від 17 серпня 2016 року №992 «Про присвоєння імені Національному технічному університету «Київський політехнічний інститут» присвоєно ім’я його колишнього студента, видатного авіаконструктора ХХ століття Ігоря Івановича Сікорського.

## Громадська діяльність
Входить до Поважної ради Громадської ініціативи «Орден святого Пантелеймона»

## Особисте життя
Гриневич одружена із Гриневичем Михайлом Михайловичем, має сина Богдана, доньку та двох онучок. За словами самої Гриневич вони з її чоловіком Михайлом познайомилися у студентські роки, коли Лілія брала участь у студентській самодіяльності. Зокрема, вона співала у студентському колективі «Черемош».
Володіє англійською та польською мовами.
Згідно з декларацією про доходи за 2011 рік, Гриневич заробила у 2011 році 131 тисячу гривень, у тому числі 72 з них було отримано від викладацької та наукової діяльності, а члени її сім'ї — 72 тисячі гривень. Вона також, відповідно до цієї ж декларації, отримала 25 тисяч гривень з Росії. Сім'я володіла автомобілем — Nissan Tiida. Окрім того, Лілія Михайлівна володіла квартирою розміром у 102 квадратних метрів, а у членів сім'ї — земельна ділянка розміром 0,12 гектарів. Станом на кінець 2012 року Лілія Михайлівна Гриневич заробила у тому році 40 тисяч гривень, у тому числі 7 з них було отримано від викладацької та наукової діяльності, а члени її сім'ї — 79 тисяч гривень.
У 2013 році Лілія Гриневич заробила 248 тисяч гривень, а члени її сім'ї — 84 тисячі гривень. У власності на той час все ще знаходилася квартира, земельна ділянка та машина 2008 року, задекларовані раніше. 2014 року Лілія Гриневич заробила 178 тисяч гривень, а члени її сім'ї — 81 тисячі гривень. Окрім того, сім'я у тому році витратила 303 тисячі гривень на оренду квартири площею 84 квадратних метрів. При цьому у Гриневич з'явилися фінансові зобов'язання перед банком за погашення кредиту на суму 60 тисяч гривень.
За даними порталу «politrada.com», Лілія Гриневич найбільше пов'язана з Арсенієм Яценюком.[неавторитетне джерело] Свою політичну діяльність розпочала у партії «Фронт Змін», де за короткий час увійшла до складу її ради. У цій політичній силі координувала напрям «Суспільство знань», який входив у проєкт під назвою «Уряд змін» лідера партії Арсенія Яценюка, радником якого з питань освіти вона була

## Нагороди та почесні звання
- Нагрудний знак «Відмінник освіти України» (2005).
- Орден княгині Ольги 3-го ступеня (15 травня 2015); «за вагомий особистий внесок у розвиток вітчизняної науки, зміцнення науково-технічного потенціалу України, багаторічну сумлінну працю та високий професіоналізм».[2]
- Почесна грамота Верховної Ради України (2015 р.).
- Орден преподобного Нестора Летописця 3-го ступеня УПЦ МП (17 травня 2013)[81]

Лілія Гриневич є Почесним сенатором Українського католицького університету та членом Національної ради реформ при Президентові України, який запрошується для розгляду окремих питань.
Почесний професор Київського університету імені Бориса Грінченка (2014).